# Kamal al-Din al-Farisí
Kamal al-Din al-Farisí (àrab: کمال‌الدین فارسی)  (Tabriz, c. 1260 - Tabriz, 12 de gener de 1319 (Gregorià)), de nom complet Kamal al-din Abu'l Hasan Muhammad ibn al-Hasan al-Farisi, va ser un matemàtic de l'Edat d'or de l'islam.

## Vida i obra
Poc es coneix de la seva vida. Se sap que va estudiar a Tabriz (actual Iran) on va ser deixeble de Qutb-ad-Din Xirazí, qui també ho havia sigut de Nassir-ad-Din at-Tussí. Precisament va ser el seu mestre, Xirazí, qui li va proporcionar un original, obtingut d'un país molt llunyà, del Kitab al-manazir d'Alhazen, escrit més de dos-cents anys abans, per a que podés estudiar-lo i preparar-ne un comentari. El resultat dels seus estudis va ser una re-elaboració del conegut tractat d'Alhazen sobre la teoria de la visió i la òptica, amb el títol de Kitab tanqih al-manazir (Comentari al llibre d'òptica).
Al-Farisí, en el seu comentari, va anar molt més enllà que el propi Alhazen amb els seus experiments amb la cambra fosca, arribant a demostrar que les imatges son més clares quan més petita és l'obertura, que son independents de la forma de l'obertura i que les imatges apareixen invertides (a dalt i a baix, dreta i esquerra). A més va estudiar els fenòmens de la refracció i de la reflexió. Els seus experiments amb la llum travessant un esfera transparent plena d'aigua també el van portar a donar una explicació racional del fenomen de l'arc de Sant Martí, de forma contemporània però independent amb Thierry de Freiberg (1250-1311). Malgrat la novetat i profunditat dels seus estudis, la ciència de la òptica va tornar a caure en l'oblit dels científics àrabs durant uns altres dos-cents cinquanta anys, fins que no va tornar a ser objecte d'estudi pel científic otomà Taqí ad-Din al-Maruf. També en va escriure una versió més curta, el Al-Basa'ir fi 'ilm al-manazir, per a fer-la servir com llibre de text per als estudiants.
A més d'aquest tractat d'òptica, que és la seva obra més original, també va escriure tractats de geometria i de teoria de nombres. En el primer d'aquests camps cal destacar el seu tractat sobre teoria dels angles, en le qual fa una síntesi dels conceptes d'Alhazen i d'Avicenna. En el segon camp va estudiar els nombres amics i la fórmula de Thàbit ibn Qurra per a obtenir-los i en aquests treballs va suggerir, sense demostrar, la unicitat de la factorització dels enters o teorema fonamental de l'aritmètica.